# Carl Borchers (Kunsthistoriker)
Carl August Wilhelm Borchers (* 29. August 1889 in Goslar; † 1970) war ein deutscher Gymnasiallehrer, Historiker und Kunsthistoriker, Autor und Museumsdirektor.

## Leben
Er studierte Geschichte und Germanistik in München, Leipzig und Göttingen. Er diente im Ersten Weltkrieg. Nach der Promotion zum Dr. phil. 1919 in Leipzig war er seit 1925 Direktor der Städtischen Sammlungen (Archiv, Bibliothek, Museum) in Goslar. Zum 1. Mai 1937 trat er der NSDAP bei (Mitgliedsnummer 5.402.033).

## Schriften (Auswahl)
- Villa und Civitas Goslar. Beiträge zur Topographie und zur Geschichte des Wandels in der Bevölkerung der Stadt Goslar bis zum Ende des 14 Jahrhunderts. Hildesheim 1919.
- Goslar, die tausendjährige Kaiser- und Reichsstadt. Goslar 1929. nbn-resolving.de
- Wilder Mann, Heckenmänner, Streckkatzenziehen. Eine Entdeckung uralten Brauchtums der Reichsbauernstadt in einem Schnitzfeld des Ratsherrnzimmers zu Goslar. Goslar 1935, OCLC 235573287.
- Kloster Lamspringe. Göttingen 1956, OCLC 56868921.